# Finales NBA 2009
Navigation
Finales 2008 Finales 2010
Les Finales NBA 2009 ont lieu du 4 au 14 juin 2009, pour déterminer le gagnant de la saison 2008-2009, et conclure les séries éliminatoires de la saison. Les champions de la conférence Est, le Magic d'Orlando, rencontrent les champions de la conférence Ouest, les Lakers de Los Angeles. Les Lakers ont battu le Magic 4-1 sur la série et glanent leur 15e titre NBA. Kobe Bryant remporte son premier titre de MVP des Finales à l'issue du match 5 de la série.

## Contexte
Les Lakers ont gagné leur place dans les séries éliminatoires en remportant la division Pacifique, puis ont atteint la finale NBA en battant le Jazz de l'Utah au premier tour, les Rockets de Houston en demi-finale de conférence, et les Nuggets de Denver en finale de la conférence Ouest. Le Magic a gagné la division Sud-Est pour gagner leur place et a atteint la finale NBA en battant les 76ers de Philadelphie au premier tour, le champion en titre, les Celtics de Boston, en demi-finale de conférence, et les Cavaliers de Cleveland en finale de conférence à l'Est. Les finales se sont déroulées sous une formule de 2-3-2, les Lakers conservant l’avantage du terrain puisqu’ils avaient un meilleur bilan que le Magic sur la saison régulière.
Cette série a été surnommée la "Disney Series" pour ses liens avec The Walt Disney Company. Disney possède à la fois ESPN, et télédiffuseur ABC. Walt Disney World est situé à 32 kilomètres d'Orlando, à proximité de Lake Buena Vista, et Disneyland est situé à 48 kilomètres de Los Angeles, à proximité d'Anaheim.
Les deux capitaines d'équipe (Kobe Bryant et Dwight Howard) étaient coéquipiers de l’équipe nationale masculine des États-Unis l’été précédent, aux Jeux olympiques d’été 2008 à Beijing, remportant la médaille d'or.

## Lieux des compétitions
Les deux salles pour le tournoi ces finales sont : l'Amway Arena d'Orlando et le Staples Center de  Los Angeles.
| Los Angeles                   | \| Orlando (Floride) Los Angeles \| | Orlando          |
| Staples Center                | \| Orlando (Floride) Los Angeles \| | Amway Arena      |
| Capacité: 18 997              | \| Orlando (Floride) Los Angeles \| | Capacité: 17 461 |
| Alt=Staples Center            | \| Orlando (Floride) Los Angeles \| | Alt=Amway Center |
| Orlando (Floride) Los Angeles |                                     |                  |

## Résumé de la saison régulière
| Champion de division | Qualifié pour les playoffs | Non qualifié pour les playoffs |

Les champions de division sont automatiquement qualifiés pour les playoffs.

### Par conférence
| Conférence Est | Conférence Est         | Conférence Est | Conférence Est | Conférence Est |
| No             | Franchise              | Vic.           | Déf.           | PCT            |
| -------------- | ---------------------- | -------------- | -------------- | -------------- |
| 1              | Cavaliers de Cleveland | 66             | 16             | .805           |
| 2              | Celtics de Boston      | 62             | 20             | .756           |
| 3              | Magic d'Orlando        | 59             | 23             | .720           |
| 4              | Hawks d'Atlanta        | 47             | 35             | .573           |
| 5              | Heat de Miami          | 43             | 39             | .524           |
| 6              | 76ers de Philadelphie  | 41             | 41             | .500           |
| 7              | Bulls de Chicago       | 41             | 41             | .500           |
| 8              | Pistons de Détroit     | 39             | 43             | .476           |
|                |                        |                |                |                |
| 9              | Pacers de l'Indiana    | 36             | 46             | .439           |
| 10             | Bobcats de Charlotte   | 35             | 47             | .427           |
| 11             | Nets du New Jersey     | 34             | 48             | .415           |
| 12             | Bucks de Milwaukee     | 34             | 48             | .415           |
| 13             | Raptors de Toronto     | 33             | 49             | .402           |
| 14             | Knicks de New York     | 32             | 50             | .390           |
| 15             | Wizards de Washington  | 19             | 63             | .232           |

| Conférence Ouest | Conférence Ouest               | Conférence Ouest | Conférence Ouest | Conférence Ouest |
| No               | Franchise                      | Vic.             | Déf.             | PCT              |
| ---------------- | ------------------------------ | ---------------- | ---------------- | ---------------- |
| 1                | Lakers de Los Angeles          | 65               | 17               | .793             |
| 2                | Nuggets de Denver              | 54               | 28               | .659             |
| 3                | Spurs de San Antonio           | 54               | 28               | .659             |
| 4                | Trail Blazers de Portland      | 54               | 28               | .659             |
| 5                | Rockets de Houston             | 53               | 29               | .646             |
| 6                | Mavericks de Dallas            | 50               | 32               | .610             |
| 7                | Hornets de La Nouvelle-Orléans | 49               | 33               | .598             |
| 8                | Jazz de l'Utah                 | 48               | 34               | .585             |
|                  |                                |                  |                  |                  |
| 9                | Suns de Phoenix                | 46               | 36               | .561             |
| 10               | Warriors de Golden State       | 29               | 53               | .354             |
| 11               | Timberwolves du Minnesota      | 24               | 58               | .293             |
| 12               | Grizzlies de Memphis           | 24               | 58               | .293             |
| 13               | Thunder d'Oklahoma City        | 23               | 59               | .280             |
| 14               | Clippers de Los Angeles        | 19               | 63               | .232             |
| 15               | Kings de Sacramento            | 17               | 65               | .207             |

### Tableau des playoffs
|  | 1er tour         | 1er tour                       | 1er tour              |   |                           | Demi-finales de Conférence | Demi-finales de Conférence | Demi-finales de Conférence |  |   | Finales de Conférence  | Finales de Conférence | Finales de Conférence |  |    | Finales NBA     | Finales NBA | Finales NBA |
|  |                  |                                |                       |   |                           |                            |                            |                            |  |   |                        |                       |                       |  |    |                 |             |             |
|  | 1                | Cavaliers de Cleveland         | 4                     |   |                           |                            |                            |                            |  |   |                        |                       |                       |  |    |                 |             |             |
|  | 8                | Pistons de Détroit             | 0                     |   |                           |                            |                            |                            |  |   |                        |                       |                       |  |    |                 |             |             |
|  | 8                | Pistons de Détroit             | 0                     |   | 1                         | Cavaliers de Cleveland     | 4                          |                            |  |   |                        |                       |                       |  |    |                 |             |             |
|  |                  |                                |                       |   | 1                         | Cavaliers de Cleveland     | 4                          |                            |  |   |                        |                       |                       |  |    |                 |             |             |
|  |                  | 4                              | Hawks d'Atlanta       | 0 |                           |                            |                            |                            |  |   |                        |                       |                       |  |    |                 |             |             |
|  | 4                | 4                              | Hawks d'Atlanta       | 0 | Hawks d'Atlanta           | 4                          |                            |                            |  |   |                        |                       |                       |  |    |                 |             |             |
|  | 4                |                                |                       |   | Hawks d'Atlanta           | 4                          |                            |                            |  |   |                        |                       |                       |  |    |                 |             |             |
|  | 5                | Heat de Miami                  | 3                     |   |                           |                            |                            |                            |  |   |                        |                       |                       |  |    |                 |             |             |
|  | 5                | Heat de Miami                  | 3                     |   |                           |                            |                            |                            |  | 1 | Cavaliers de Cleveland | 2                     |                       |  |    |                 |             |             |
|  | Conférence Est   |                                |                       |   |                           |                            |                            |                            |  | 1 | Cavaliers de Cleveland | 2                     |                       |  |    |                 |             |             |
|  |                  | 3                              | Magic d'Orlando       | 4 |                           |                            |                            |                            |  |   |                        |                       |                       |  |    |                 |             |             |
|  | 3                | 3                              | Magic d'Orlando       | 4 | Magic d'Orlando           | 4                          |                            |                            |  |   |                        |                       |                       |  |    |                 |             |             |
|  | 3                |                                |                       |   | Magic d'Orlando           | 4                          |                            |                            |  |   |                        |                       |                       |  |    |                 |             |             |
|  | 6                | 76ers de Philadelphie          | 2                     |   |                           |                            |                            |                            |  |   |                        |                       |                       |  |    |                 |             |             |
|  | 6                | 76ers de Philadelphie          | 2                     |   | 3                         | Magic d'Orlando            | 4                          |                            |  |   |                        |                       |                       |  |    |                 |             |             |
|  |                  |                                |                       |   | 3                         | Magic d'Orlando            | 4                          |                            |  |   |                        |                       |                       |  |    |                 |             |             |
|  |                  | 2                              | Celtics de Boston     | 3 |                           |                            |                            |                            |  |   |                        |                       |                       |  |    |                 |             |             |
|  | 2                | 2                              | Celtics de Boston     | 3 | Celtics de Boston         | 4                          |                            |                            |  |   |                        |                       |                       |  |    |                 |             |             |
|  | 2                |                                |                       |   | Celtics de Boston         | 4                          |                            |                            |  |   |                        |                       |                       |  |    |                 |             |             |
|  | 7                | Bulls de Chicago               | 3                     |   |                           |                            |                            |                            |  |   |                        |                       |                       |  |    |                 |             |             |
|  | 7                | Bulls de Chicago               | 3                     |   |                           |                            |                            |                            |  |   |                        |                       |                       |  | E3 | Magic d'Orlando | 1           |             |
|  |                  |                                |                       |   |                           |                            |                            |                            |  |   |                        |                       |                       |  | E3 | Magic d'Orlando | 1           |             |
|  |                  | W1                             | Lakers de Los Angeles | 4 |                           |                            |                            |                            |  |   |                        |                       |                       |  |    |                 |             |             |
|  | 1                | W1                             | Lakers de Los Angeles | 4 | Lakers de Los Angeles     | 4                          |                            |                            |  |   |                        |                       |                       |  |    |                 |             |             |
|  | 1                |                                |                       |   | Lakers de Los Angeles     | 4                          |                            |                            |  |   |                        |                       |                       |  |    |                 |             |             |
|  | 8                | Jazz de l'Utah                 | 1                     |   |                           |                            |                            |                            |  |   |                        |                       |                       |  |    |                 |             |             |
|  | 8                | Jazz de l'Utah                 | 1                     |   | 1                         | Lakers de Los Angeles      | 4                          |                            |  |   |                        |                       |                       |  |    |                 |             |             |
|  |                  |                                |                       |   | 1                         | Lakers de Los Angeles      | 4                          |                            |  |   |                        |                       |                       |  |    |                 |             |             |
|  |                  | 5                              | Rockets de Houston    | 3 |                           |                            |                            |                            |  |   |                        |                       |                       |  |    |                 |             |             |
|  | 4                | 5                              | Rockets de Houston    | 3 | Trail Blazers de Portland | 2                          |                            |                            |  |   |                        |                       |                       |  |    |                 |             |             |
|  | 4                |                                |                       |   | Trail Blazers de Portland | 2                          |                            |                            |  |   |                        |                       |                       |  |    |                 |             |             |
|  | 5                | Rockets de Houston             | 4                     |   |                           |                            |                            |                            |  |   |                        |                       |                       |  |    |                 |             |             |
|  | 5                | Rockets de Houston             | 4                     |   |                           |                            |                            |                            |  | 1 | Lakers de Los Angeles  | 4                     |                       |  |    |                 |             |             |
|  | Conférence Ouest |                                |                       |   |                           |                            |                            |                            |  | 1 | Lakers de Los Angeles  | 4                     |                       |  |    |                 |             |             |
|  |                  | 2                              | Nuggets de Denver     | 2 |                           |                            |                            |                            |  |   |                        |                       |                       |  |    |                 |             |             |
|  | 3                | 2                              | Nuggets de Denver     | 2 | Spurs de San Antonio      | 1                          |                            |                            |  |   |                        |                       |                       |  |    |                 |             |             |
|  | 3                |                                |                       |   | Spurs de San Antonio      | 1                          |                            |                            |  |   |                        |                       |                       |  |    |                 |             |             |
|  | 6                | Mavericks de Dallas            | 4                     |   |                           |                            |                            |                            |  |   |                        |                       |                       |  |    |                 |             |             |
|  | 6                | Mavericks de Dallas            | 4                     |   | 6                         | Mavericks de Dallas        | 1                          |                            |  |   |                        |                       |                       |  |    |                 |             |             |
|  |                  |                                |                       |   | 6                         | Mavericks de Dallas        | 1                          |                            |  |   |                        |                       |                       |  |    |                 |             |             |
|  |                  | 2                              | Nuggets de Denver     | 4 |                           |                            |                            |                            |  |   |                        |                       |                       |  |    |                 |             |             |
|  | 2                | 2                              | Nuggets de Denver     | 4 | Nuggets de Denver         | 4                          |                            |                            |  |   |                        |                       |                       |  |    |                 |             |             |
|  | 2                |                                |                       |   | Nuggets de Denver         | 4                          |                            |                            |  |   |                        |                       |                       |  |    |                 |             |             |
|  | 7                | Hornets de La Nouvelle-Orléans | 1                     |   |                           |                            |                            |                            |  |   |                        |                       |                       |  |    |                 |             |             |

### Face à face en saison régulière
Les Lakers et le Magic se sont rencontrés 2 fois. Le Magic a remporté les deux matchs au cours de la saison régulière.
| Match | Date             | Équipe à domicile     | Score   | Équipe à l'extérieur  |
| ----- | ---------------- | --------------------- | ------- | --------------------- |
| 1     | 20 décembre 2008 | Magic d'Orlando       | 106-101 | Lakers de Los Angeles |
| 2     | 16 janvier 2009  | Lakers de Los Angeles | 103-109 | Magic d'Orlando       |

## Formule
Pour les séries finales la franchise gagnante est la première à remporter quatre victoires, soit un minimum de quatre matchs et un maximum de sept. Les rencontres se déroulent dans l'ordre suivant :
| Match | Recevant       | Match | Recevant       | Match | Recevant        | Match | Recevant        |
| ----- | -------------- | ----- | -------------- | ----- | --------------- | ----- | --------------- |
| 1     | Meilleur bilan | 2     | Meilleur bilan | 3     | Moins bon bilan | 4     | Moins bon bilan |

| Match | Recevant        | Match | Recevant       | Match | Recevant       |
| ----- | --------------- | ----- | -------------- | ----- | -------------- |
| 5     | Moins bon bilan | 6     | Meilleur bilan | 7     | Meilleur bilan |

## Les Finales

### Match 1
| 4 juin |                                                     | Magic d'Orlando 75, Lakers de Los Angeles 100 | Magic d'Orlando 75, Lakers de Los Angeles 100 | Magic d'Orlando 75, Lakers de Los Angeles 100 |  | Staples Center, Los Angeles Affluence : 18 997 Arbitres : - No. 43 Dan Crawford - No. 14 Joe DeRosa - No. 41 Ken Mauer | ABC |
| 4 juin | Score par quart-temps : 24–22, 19–31, 15–29, 17–18  |                                               |                                               |                                               |  | Staples Center, Los Angeles Affluence : 18 997 Arbitres : - No. 43 Dan Crawford - No. 14 Joe DeRosa - No. 41 Ken Mauer | ABC |
| 4 juin | Mickaël Piétrus 14 Dwight Howard 15 Jameer Nelson 4 | Points Rebonds Passes d.                      | Kobe Bryant 40 Lamar Odom 14 Kobe Bryant 8    |                                               |  | Staples Center, Los Angeles Affluence : 18 997 Arbitres : - No. 43 Dan Crawford - No. 14 Joe DeRosa - No. 41 Ken Mauer | ABC |
| 4 juin | L.A. Lakers mène la série 1-0                       |                                               |                                               |                                               |  | Staples Center, Los Angeles Affluence : 18 997 Arbitres : - No. 43 Dan Crawford - No. 14 Joe DeRosa - No. 41 Ken Mauer | ABC |

### Match 2
| 7 juin |                                                               | Magic d'Orlando 96, Lakers de Los Angeles 101 | Magic d'Orlando 96, Lakers de Los Angeles 101 | Magic d'Orlando 96, Lakers de Los Angeles 101 | OT | Staples Center, Los Angeles Affluence : 18 997 Arbitres : - No. 29 Steve Javie - No. 13 Monty McCutchen - No. 49 Tom Washington | ABC |
| 7 juin | Score par quart-temps : 15–15, 20–25, 30–23, 23–25, OT : 8–13 |                                               |                                               |                                               | OT | Staples Center, Los Angeles Affluence : 18 997 Arbitres : - No. 29 Steve Javie - No. 13 Monty McCutchen - No. 49 Tom Washington | ABC |
| 7 juin | Rashard Lewis 34 Dwight Howard 16 Rashard Lewis 7             | Points Rebonds Passes d.                      | Kobe Bryant 29 Pau Gasol 10 Kobe Bryant 8     |                                               | OT | Staples Center, Los Angeles Affluence : 18 997 Arbitres : - No. 29 Steve Javie - No. 13 Monty McCutchen - No. 49 Tom Washington | ABC |
| 7 juin | L.A. Lakers mène la série 2-0                                 |                                               |                                               |                                               | OT | Staples Center, Los Angeles Affluence : 18 997 Arbitres : - No. 29 Steve Javie - No. 13 Monty McCutchen - No. 49 Tom Washington | ABC |

### Match 3
| 9 juin |                                                    | Lakers de Los Angeles 104, Magic d'Orlando 108 | Lakers de Los Angeles 104, Magic d'Orlando 108    | Lakers de Los Angeles 104, Magic d'Orlando 108 |  | Amway Arena, Orlando Affluence : 17 461 Arbitres : - No. 17 Joe Crawford - No. 9 Derrick Stafford - No. 18 Mark Wunderlich | ABC |
| 9 juin | Score par quart-temps : 31–27, 23–32, 21–22, 29–27 |                                                |                                                   |                                                |  | Amway Arena, Orlando Affluence : 17 461 Arbitres : - No. 17 Joe Crawford - No. 9 Derrick Stafford - No. 18 Mark Wunderlich | ABC |
| 9 juin | Kobe Bryant 31 Trevor Ariza 7 Kobe Bryant 8        | Points Rebonds Passes d.                       | Howard, Lewis 21 Dwight Howard 14 Hedo Türkoğlu 7 |                                                |  | Amway Arena, Orlando Affluence : 17 461 Arbitres : - No. 17 Joe Crawford - No. 9 Derrick Stafford - No. 18 Mark Wunderlich | ABC |
| 9 juin | L.A. Lakers mène la série 2-1                      |                                                |                                                   |                                                |  | Amway Arena, Orlando Affluence : 17 461 Arbitres : - No. 17 Joe Crawford - No. 9 Derrick Stafford - No. 18 Mark Wunderlich | ABC |

### Match 4
| 11 juin |                                                               | Lakers de Los Angeles 99, Magic d'Orlando 91 | Lakers de Los Angeles 99, Magic d'Orlando 91      | Lakers de Los Angeles 99, Magic d'Orlando 91 | OT | Amway Arena, Orlando Affluence : 17 461 Arbitres : - No. 24 Mike Callahan - No. 48 Scott Foster - No. 15 Bennett Salvatore | ABC |
| 11 juin | Score par quart-temps : 20–24, 17–25, 30–14, 20–24, OT : 12–4 |                                              |                                                   |                                              | OT | Amway Arena, Orlando Affluence : 17 461 Arbitres : - No. 24 Mike Callahan - No. 48 Scott Foster - No. 15 Bennett Salvatore | ABC |
| 11 juin | Kobe Bryant 32 Pau Gasol 10 Kobe Bryant 8                     | Points Rebonds Passes d.                     | Hedo Türkoğlu 25 Dwight Howard 21 Rashard Lewis 4 |                                              | OT | Amway Arena, Orlando Affluence : 17 461 Arbitres : - No. 24 Mike Callahan - No. 48 Scott Foster - No. 15 Bennett Salvatore | ABC |
| 11 juin | L.A. Lakers mène la série 3-1                                 |                                              |                                                   |                                              | OT | Amway Arena, Orlando Affluence : 17 461 Arbitres : - No. 24 Mike Callahan - No. 48 Scott Foster - No. 15 Bennett Salvatore | ABC |

### Match 5
| 14 juin |                                                    | Lakers de Los Angeles 99, Magic d'Orlando 86 | Lakers de Los Angeles 99, Magic d'Orlando 86      | Lakers de Los Angeles 99, Magic d'Orlando 86 |  | Amway Center, Orlando Affluence : 17 461 Arbitres : - No. 43 Dan Crawford - No. 14 Joe DeRosa - No. 41 Ken Mauer | ABC |
| 14 juin | Score par quart-temps : 26–28, 30–18, 20–15, 23–25 |                                              |                                                   |                                              |  | Amway Center, Orlando Affluence : 17 461 Arbitres : - No. 43 Dan Crawford - No. 14 Joe DeRosa - No. 41 Ken Mauer | ABC |
| 14 juin | Kobe Bryant 30 Pau Gasol 15 Kobe Bryant 5          | Points Rebonds Passes d.                     | Rashard Lewis 18 Howard, Lewis 10 Lewis, Nelson 4 |                                              |  | Amway Center, Orlando Affluence : 17 461 Arbitres : - No. 43 Dan Crawford - No. 14 Joe DeRosa - No. 41 Ken Mauer | ABC |
| 14 juin | L.A. Lakers remporte la série 4-1                  |                                              |                                                   |                                              |  | Amway Center, Orlando Affluence : 17 461 Arbitres : - No. 43 Dan Crawford - No. 14 Joe DeRosa - No. 41 Ken Mauer | ABC |

## Équipes

### Lakers de Los Angeles
| Effectif des Lakers de Los Angeles 2008-2009 |
| --- |
| 2 Derek Fisher • 3 Trevor Ariza • 4 Luke Walton • 5 Jordan Farmar • 6 Adam Morrison • 7 Lamar Odom • 9 Sun Yue • 12 Shannon Brown • 16 Pau Gasol • 17 Andrew Bynum • 18 Saša Vujačić • 21 Josh Powell • 24 Kobe Bryant (MVP Finales) • 28 Didier Ilunga-Mbenga Entraîneur : Phil Jackson |

### Magic d'Orlando
| Effectif du Magic d'Orlando 2008-2009 |
| --- |
| 1 Rafer Alston • 4 Tony Battie • 7 J. J. Redick • 8 Anthony Johnson • 9 Rashard Lewis • 10 Tyronn Lue • 11 Courtney Lee • 12 Dwight Howard • 13 Marcin Gortat • 14 Jameer Nelson • 15 Hedo Türkoğlu • 20 Mickael Pietrus • 31 Adonal Foyle • 32 Jeremy Richardson Entraîneur : Stan Van Gundy |

## Statistiques

### Lakers de Los Angeles
| Joueur        | MJ | MC | MPG  | FG%  | 3P%   | FT%   | RPG | APG | SPG | BPG | PPG  |
| ------------- | -- | -- | ---- | ---- | ----- | ----- | --- | --- | --- | --- | ---- |
| Trevor Ariza  | 5  | 5  | 37.6 | .357 | .417  | .500  | 6.0 | 1.6 | 1.8 | 0.2 | 11.0 |
| Shannon Brown | 3  | 0  | 5.2  | .000 | .000  | .000  | 0.3 | 0.0 | 0.0 | 0.0 | 0.0  |
| Kobe Bryant   | 5  | 5  | 43.8 | .430 | .360  | .841  | 5.6 | 7.4 | 1.4 | 1.4 | 32.4 |
| Andrew Bynum  | 5  | 5  | 18.9 | .364 | .000  | .667  | 4.2 | 0.6 | 0.4 | 0.6 | 6.0  |
| Jordan Farmar | 5  | 0  | 11.5 | .368 | .125  | 1.000 | 1.2 | 0.4 | 0.4 | 0.0 | 3.4  |
| Derek Fisher  | 5  | 5  | 35.9 | .500 | .438  | 1.000 | 3.0 | 1.8 | 1.2 | 0.0 | 11.0 |
| Pau Gasol     | 5  | 5  | 42.5 | .600 | .000  | .778  | 9.2 | 2.2 | 0.8 | 1.8 | 18.6 |
| Didier Mbenga | 3  | 0  | 2.0  | .000 | .000  | .000  | 0.3 | 0.0 | 0.0 | 0.3 | 0.0  |
| Lamar Odom    | 5  | 0  | 33.8 | .542 | .500  | .688  | 7.8 | 0.8 | 1.0 | 1.0 | 13.4 |
| Josh Powell   | 2  | 0  | 5.5  | .500 | 1.000 | .000  | 2.0 | 0.5 | 0.0 | 0.0 | 2.5  |
| Sasha Vujačić | 5  | 0  | 4.4  | .000 | .000  | .000  | 0.4 | 0.4 | 0.0 | 0.0 | 0.0  |
| Luke Walton   | 5  | 0  | 15.2 | .800 | .000  | .500  | 2.0 | 1.0 | 0.2 | 0.0 | 3.8  |

### Magic d'Orlando
| Joueur          | MJ | MC | MPG  | FG%  | 3P%  | FT%   | RPG  | APG | SPG | BPG | PPG  |
| --------------- | -- | -- | ---- | ---- | ---- | ----- | ---- | --- | --- | --- | ---- |
| Rafer Alston    | 5  | 5  | 29.5 | .368 | .158 | .800  | 2.2  | 3.0 | 0.8 | 0.0 | 10.6 |
| Tony Battie     | 5  | 0  | 7.0  | .455 | .000 | .000  | 0.8  | 0.4 | 0.0 | 0.4 | 2.0  |
| Marcin Gortat   | 5  | 0  | 10.7 | .467 | .000 | .500  | 2.6  | 0.0 | 0.4 | 1.0 | 3.2  |
| Dwight Howard   | 5  | 5  | 42.6 | .488 | .000 | .603  | 15.2 | 2.2 | 1.6 | 4.0 | 15.4 |
| Courtney Lee    | 5  | 5  | 17.6 | .375 | .182 | .750  | 1.4  | 0.2 | 0.6 | 0.0 | 5.8  |
| Rashard Lewis   | 5  | 5  | 42.5 | .405 | .400 | .846  | 7.6  | 4.0 | 0.8 | 0.0 | 17.4 |
| Jameer Nelson   | 5  | 0  | 18.0 | .348 | .167 | .500  | 1.4  | 2.8 | 0.2 | 0.0 | 3.8  |
| Mickaël Piétrus | 5  | 0  | 28.0 | .475 | .333 | .786  | 2.0  | 0.4 | 0.6 | 0.2 | 10.6 |
| J. J. Redick    | 4  | 0  | 16.3 | .400 | .455 | 1.000 | 0.5  | 2.0 | 0.3 | 0.0 | 5.5  |
| Hedo Türkoğlu   | 5  | 5  | 41.1 | .492 | .438 | .742  | 4.6  | 3.8 | 0.8 | 0.4 | 18.0 |